# La Pacaudière
La Pacaudière è un comune francese di 1 107 abitanti situato nel dipartimento della Loira della regione dell'Alvernia-Rodano-Alpi.

## Società

### Evoluzione demografica
Abitanti censiti